# Odostomia washingtonia
Odostomia washingtonia är en snäckart som beskrevs av Bartsch 1920. Odostomia washingtonia ingår i släktet Odostomia och familjen Pyramidellidae. Inga underarter finns listade i Catalogue of Life.